# Tårnborg-stenen
Tårnborg-stenen er en runesten, fundet i Tårnborg på Sjælland i 1874. Museumsprotokollen: "Den laae i Strandkanten af Korsør Nor udfor Lille Taarnborggaards Mark ca. 600 Al. SØ for Taarnborg Kirke og ca. 800 Al. fra Taarnborg Slotstomt. I daglige Vande har Stenen, der laae med Indskriften opad, været overskyllet af Bølgerne. Det er muligt, at den kan have været ført til det Sted, hvor den fandtes, af Is fra en anden Kant af Noret eller nedført fra Lille Taarnborggaards Mark imellem andre Stene". Runestenen har nu plads i Runehallen på Nationalmuseet. Runestenen tilhører en lille gruppe af runesten, som blev rejst i anden halvdel af 1000-tallet i Danmark.

## Indskrift
| Translitteration | (k)(u)þ ... fori:si -brit : sial (:) ha=n (:) ga=rþi st(i)(n)(a) ... (k)iþuin : bu(r)- : |
| Transskription   | Guð ... fyrisēi ...bræts sial, hann gærði stēna ... Eðwin(?) brō(?).                     |
| Oversættelse     | Gud... tage sig af... brets sjæl; han gjorde sten(e).. Edvin(?) bro(?)                   |

Indskriften er ordnet i parallelordning og begynder i stenens nederste venstre hjørne. Overfladen på stenen er meget slidt, formentlig som følge af at have ligget i vandkanten, og derfor er der mange lakuner i indskriften. Indskriften nævner formentlig det at gøre bro, hvilket kun kendes fra tre andre runesten i Danmark og Skåne, nemlig den nu forsvundne runesten Ålebæk-stenen på Fyn, Sandby-stenen 3 fra Sjælland og Källstorp-stenen i Skåne.